# Berghausen (Aiglsbach)
Berghausen ist ein Ortsteil der Gemeinde Aiglsbach im niederbayerischen Landkreis Kelheim. 

## Lage
Das Kirchdorf Berghausen liegt in der Hallertau etwa zwei Kilometer nordöstlich von Aiglsbach in der Nähe der Bundesautobahn 93.

## Geschichte
Der Ort hieß früher Minnhausen (Minhausen, Münichhausen, Miniginhofen) und bildete eine Hofmark, die 1402 erstmals genannt wurde. Sie verdankt ihre Entstehung dem ortsansässigen adeligen Geschlecht der Minhauser. 1543 erwarb sie Dietrich Reisacher von der Witwe Anna Huettinger, einer Tochter des 1534 verstorbenen Hofmarksherrn Friedrich Hintzenauer. Vor 1640 wurden die Güter durch Heinrich von Großschedel, den Salzmaier zu Traunstein erworben. 1769 kaufte das Kollegiatstift zur Alten Kapelle in Regensburg die Hofmark mit dem damit verbundenen Edelmannsitz Aiglsbach von Ludwig Emanuel Reinhard von Kumpfmülln. Das Kollegiatstift, welches sogar die Säkularisation in Bayern überlebte, übte bis zum Jahr 1818 die freiwillige Gerichtsbarkeit aus.
Die Gemeinde Berghausen entstand 1818 durch die Teilung des Steuerdistriktes Aiglsbach in die Gemeinden Aiglsbach und Berghausen, zu der auch die Einöden Gerbelhof und Haselbuch gehörten. Sie war später ein Teil des Landkreises Mainburg und wurde im Zuge der Gebietsreform in Bayern am 1. Januar 1974 in die Gemeinde Aiglsbach eingegliedert. Kirchlich bildet die Expositur Berghausen eine Seelsorgeeinheit mit Aiglsbach, Appersdorf und Elsendorf.

## Sehenswürdigkeiten

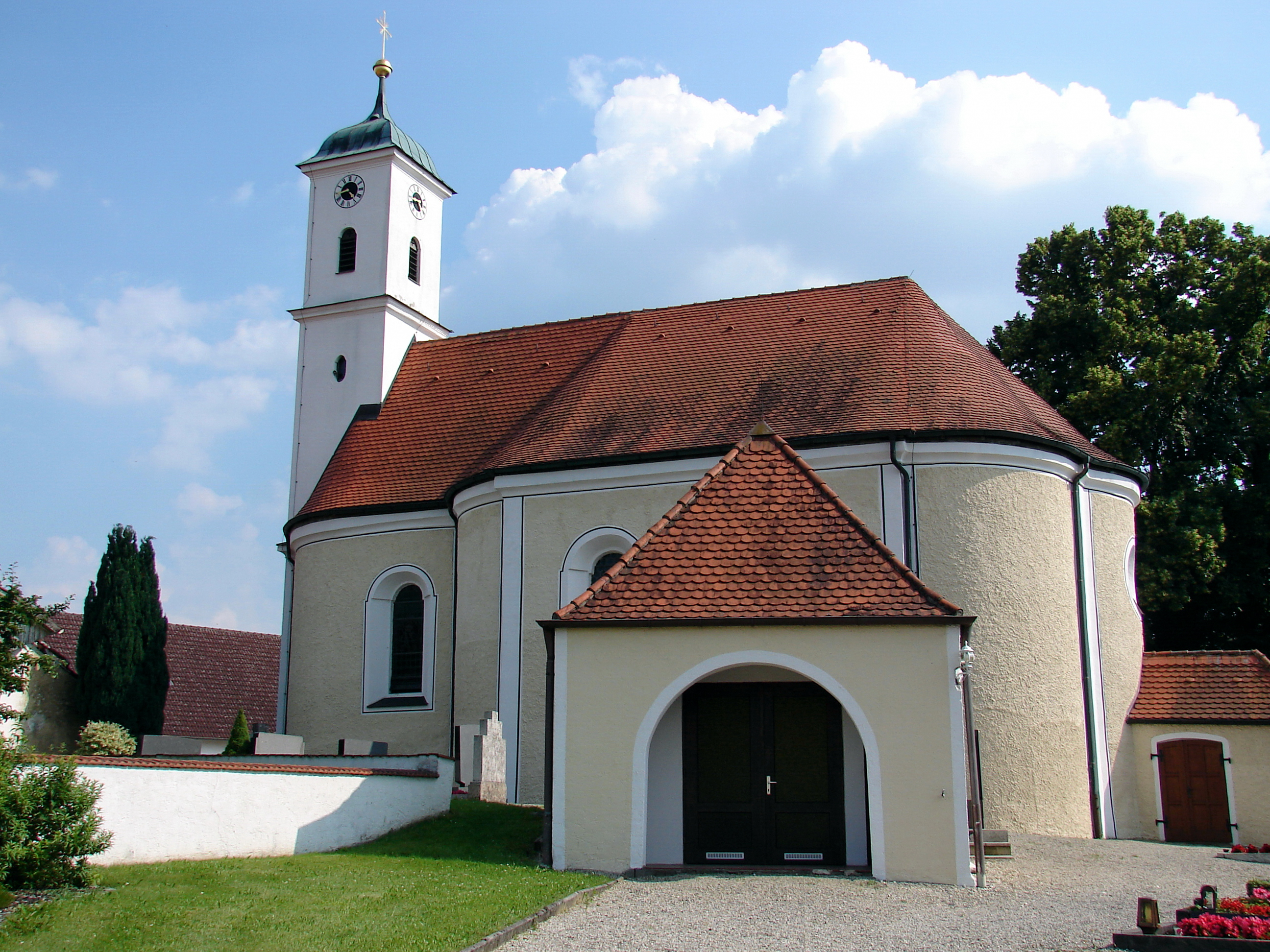
Die Expositurkirche St. Koloman

- Expositurkirche St. Koloman. Die Saalkirche mit annähernd ovalem Grundriss wurde um 1730 erbaut. Der Chorturm wurde 1908 erhöht. Das Innere enthält ein Vesperbild vom Ende des 15. Jahrhunderts.
- Barockes Meierhaus am ehemaligen Standort der Burg Berghausen
- Keltische Viereckschanze 1,5 Kilometer nordöstlich. Sie ist voll begehbar und gehört zu den sehr gut erhaltenen Exemplaren der Viereckschanzen. Abmessungen ca. 80 × 120 m.

## Vereine
- Freiwillige Feuerwehr Berghausen
- Schützenverein Hubertus Berghausen